# Rubén Ferrer
Rubén Darío Ferrer (Rawson, Provincia del Chubut, Argentina; 31 de enero de 1975) es un exfutbolista argentino. Jugaba como delantero y su primer equipo fue Gimnasia y Esgrima La Plata. Su último club antes de retirarse fue Defensores de La Ribera.

## Trayectoria
Inicia su carrera futbolística en 1992 en el modesto club Defensores de La Ribera, de la ciudad de Rawson, donde milita hasta 1996, año en que llega a Gimnasia luego de una selección de más de mil jugadores realizada por Carlos Timoteo Griguol. En el año 1999 pasó a Los Andes,con el que obtuvo el ascenso a la primera división, siendo una pieza fundamental del equipo, en el que militó hasta el 2000, para luego emigrar a Marítimo de Portugal. En 2002 retornó a Sudamérica para jugar en Temuco de Chile, y en Técnico Universitario y Emelec, ambos de Ecuador. También vistió, en el fútbol argentino, las camisetas de San Martín de San Juan, Defensa y Justicia (en donde fue máximo goleador del Torneo Clausura 2006 de la B Nacional) y Aldosivi de Mar del Plata. A mediados de 2007 se incorporó a Unión de Santa Fe, siendo un paso frustante para el jugador, ya que en la institución santafesina no logró marcar ningún gol. Luego de su experiencia en el equipo tatengue pasó por los clubes Almirante Brown (fue campeón de la temporada 2009/10 de la Primera B Metropolitana, logrando el ascenso) y Nueva Chicago de la B Metropolitana. En 2011 regresó a su provincia de origen para vestir la camiseta del Deportivo Madryn en el Torneo Argentino B.

## Clubes
| Club                        | País      | Año       |
| --------------------------- | --------- | --------- |
| Defensores de La Ribera     | Argentina | 1992-1996 |
| Gimnasia y Esgrima La Plata | Argentina | 1997-1999 |
| Los Andes                   | Argentina | 1999-2000 |
| Marítimo                    | Portugal  | 2001      |
| Deportes Temuco             | Chile     | 2002      |
| Técnico Universitario       | Ecuador   | 2003      |
| Emelec                      | Ecuador   | 2004      |
| Técnico Universitario       | Ecuador   | 2004      |
| San Martín de San Juan      | Argentina | 2005      |
| Defensa y Justicia          | Argentina | 2005-2006 |
| Aldosivi de Mar del Plata   | Argentina | 2006-2007 |
| Unión de Santa Fe           | Argentina | 2007-2008 |
| Almirante Brown             | Argentina | 2008-2010 |
| Nueva Chicago               | Argentina | 2010-2011 |
| Deportivo Madryn            | Argentina | 2011-2013 |
| Huracán de Trelew           | Argentina | 2013      |
| Defensores de La Ribera     | Argentina | 2014      |

## Palmarés
| Título                  | Club            | País      | Año  |
| ----------------------- | --------------- | --------- | ---- |
| Primera B Metropolitana | Almirante Brown | Argentina | 2010 |